# Bomis khajuriai
Bomis khajuriai är en spindelart som beskrevs av Benoy Krishna Tikader 1980. Bomis khajuriai ingår i släktet Bomis och familjen krabbspindlar. Inga underarter finns listade.